# Helios Klinikum Gotha
Das Helios Klinikum Gotha ist ein Akutkrankenhaus mit Sitz in Gotha-Sundhausen und ein Akademisches Lehrkrankenhaus der Universität Jena mit regionalem Versorgungsauftrag. Gemeinsam mit den im Landkreis Gotha gelegenen medizinischen Einrichtungen wie dem Medizinischen Versorgungszentrum Gotha und dem  Medizinischen Versorgungszentrum Ohrdruf bildet es mit seinen 14 Fachabteilungen ein landkreisweites Gesundheitszentrum.

## Geschichte
Das Helios Kreiskrankenhaus Gotha/Ohrdruf wurde im März 2002, nach mehrjähriger Bauzeit, im Südwesten der Stadt Gotha nahe dem Ortsteil Sundhausen eröffnet.  Es ist die Nachfolgeeinrichtung des alten „Stadtkrankenhauses Gotha“, das 1878 gegründet wurde und bis 2002 bestand. Seit 1995 hielten die Helios Kliniken Anteile am Krankenhaus. 2015 einigten sich der Landkreis und die Stadt Ohrdruf, ihre Anteile an der Krankenhaus GmbH an den Klinikkonzern zu verkaufen.
Der medizinische Behandlungsstandard und die Versorgungsqualität wird seit der Eröffnung kontinuierlich angehoben.

## Daten und Einrichtungen
Das Helios Kreiskrankenhaus Gotha/Ohrdruf hat 365 Betten und beschäftigt rund 525 Mitarbeiter (Stand: 2014). Es ist damit einer der größten Arbeitgeber der Stadt Gotha. Hier werden im Jahresdurchschnitt 51.000 Patienten behandelt, davon rund 40,5 % stationär.

### Kliniken und Fachbereiche
Das Klinikum unterhält 14 Fachbereiche, darunter befindet sich eine Belegabteilungen.
- Allgemein-/Viszeralchirurgie
- Anästhesie
- Intensivmedizin und Schmerztherapie
- Frauenheilkunde/Geburtshilfe
- Innere Medizin I (Gastroenterologie/Stoffwechsel)
- Innere Medizin II (Kardiologie/Angiologie, Pulmologie, Nephrologie, Neurologie)
- Innere Medizin III (Hämatologie/Onkologie/Palliativmedizin)
- Kinderheilkunde
- Neurologie
- Orthopädie
- psychiatrische Tagesklinik
- Radiologie
- Unfallchirurgie
- Urologie

### Medizinische Zentren
- Medizinisches Versorgungszentrum Gotha
- Medizinisches Versorgungszentrum Ohrdruf